# Olesicampe plena
Olesicampe plena là một loài tò vò trong họ Ichneumonidae.